# Basket Club Mtsapere
Actualités
Basket Club de Mtsapere (appelé aussi BCM) est un club de basket-ball français créé et situé à Mamoudzou.

## Histoire
En novembre 2014, le club remporte la coupe des clubs champions de l’océan Indien face à PLS Hawks. Après leur victoire aux Seychelles, le BCM a obtenu de la fédération internationale de basket-ball le droit de participer à la plus prestigieuse compétition africaine de la discipline. Une grande première dans l’histoire du basket-ball mahorais à condition de trouver le budget.
Le club participe à la Coupe d'Afrique des clubs champions de basket-ball en 2014 pour la première fois leur histoire. Ce qui en fait aussi la première équipe du basket-ball mahorais à jouer la compétition internationale FIBA. En terminant quatrième de leur groupe, le BCM se qualifie en quart de finale mais termine sa course face à l’Étoile sportive de Radès.
En décembre 2022, le BCM est sacré vainqueur du Trophée Coupe de France zone Océan Indien contre Club dionysien (La Réunion). Pour la deuxième année consécutive, il représentera la Région au trophée national en janvier 2023 en métropole.
Le 20 janvier 2023, le BCM affronte Gennevilliers en 16e de finale du trophée coupe de France,. En avril 2023, le club atteint la finale des plays-off avec le VCL.
Le 5 mai 2024, le BCM affronte en finale de zone basketball le BCD (club réunionnais), perdue 80 à 78 au gymnase Nelson Mandel.

## Palmarès
- Championnat de Mayotte
  - Champion : 10
- Coupe de Mayotte 
  - Vainqueur : 9
- Coupe de France zone Océan Indien
  - Vainqueur : 2
- Coupe des clubs champions de l'océan Indien (Basket-ball)
  - Vainqueur : 1[12]
- Coupe d'Afrique des clubs champions de basket-ball
  - Quart de finale en 2014